# Observación de vida silvestre

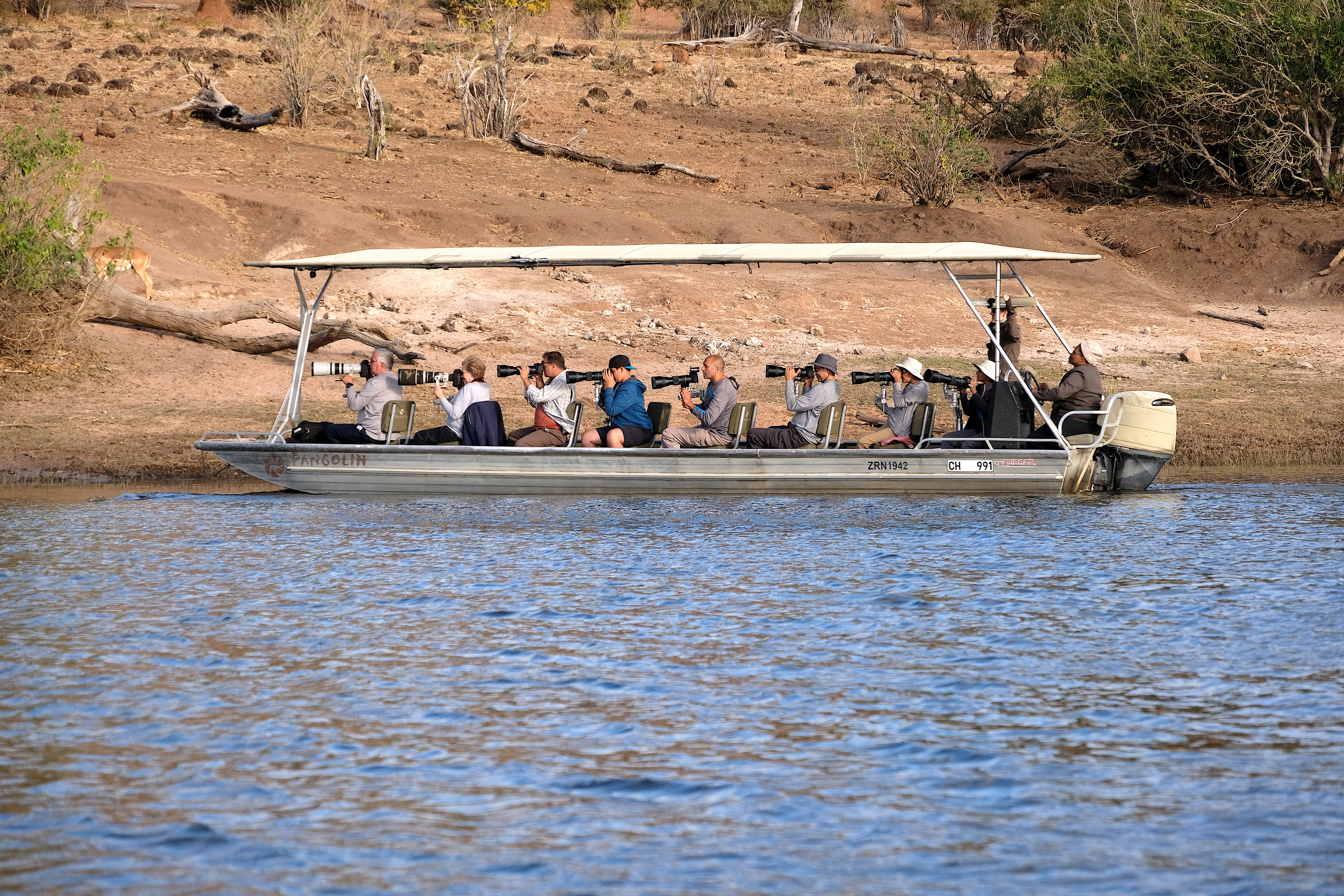
Fotógrafos aficionados tomando fotos de vida silvestre en el río Cuando, Botsuana (2018).

La observación de vida silvestre es la práctica de observar la ocurrencia o abundancia de especies animales en un lugar y tiempo determinados, ya sea para fines de investigación o recreación. Un ejemplo común de este tipo de actividad es la observación de aves. 
El proceso de observación científica de la vida silvestre incluye el informe de qué (diagnóstico de la especie), dónde (ubicación geográfica), cuándo (fecha y hora), quién (detalles sobre el observador) y por qué (razón de la observación o explicaciones de la ocurrencia). La observación de la vida silvestre se puede realizar tanto si los animales están vivos, siendo el ejemplo más notable la observación cara a cara y las cámaras en vivo, como si están muertos, siendo el ejemplo principal la notificación de dónde se ha producido el atropello y muerte de un animal. Todo ello configura la información básica necesaria para recopilar datos de una observación de vida silvestre, que también puede resultar útil a investigaciones científicas de distribución, relaciones de hábitat, tendencias y movimiento de especies de vida silvestre. 
La observación de vida silvestre permite el estudio de organismos con una perturbación mínima en su ecosistema, dependiendo del tipo de método o equipo utilizado. El uso de equipos como vehículos aéreos no tripulados (VANT), más comúnmente conocidos como drones, puede perturbar y causar impactos negativos en la vida silvestre. También se puede utilizar equipo especializado para recopilar datos más precisos.

## Importancia
A través de la observación de vida silvestre, se pueden descubrir muchos detalles importantes sobre el medioambiente. Por ejemplo, si un pescador en Taiwán descubre que ciertas especies de peces que captura con frecuencia se vuelven cada vez más raras, podría deberse a un problema sustancial en el agua donde las pesca. Podría ser que haya un nuevo depredador en el agua que haya cambiado la cadena trófica de los animales, que exista una fuente de contaminación o incluso un problema mayor. Independientemente de la causa, este proceso de observación de los animales puede ayudar a identificar posibles problemas antes de que se conviertan en problemas graves a nivel mundial. 
Además, a través de la observación animal, quienes la practican también colaboran activamente en la conservación de la propia vida animal. A menudo, ambos conceptos van de la mano, porque a través de la observación de animales, los individuos también están descubriendo qué problemas enfrentan actualmente los seres vivos en todo el mundo y si hay alguna forma de luchar contra esos problemas. Cuanto más observación, menos especies de animales se extinguirán. 

## Investigación
Antes de comenzar a observar vida silvestre y ayudar al medioambiente, es importante investigar previamente sobre el animal que se elige para observar. Si uno simplemente entrara en el proceso de observación y omitiera el proceso crucial de obtener conocimiento previo sobre el animal, será difícil determinar si algo está fuera de lo común. Antes de observar, sería prudente encontrar información básica sobre el anima en cuestión, como: 
- ¿Qué come el animal? ¿Es un animal carnívoro, herbívoro u omnívoro?
- ¿Qué animales se aprovechan del animal?
- ¿Dónde vive el animal?
- ¿Es peligroso el animal?
- ¿Está en peligro de extinción?
- ¿El animal viaja en manadas o solo?
- ¿Cuáles son los hábitos de sueño del animal?[5]

## Proyectos y programas dedicados a la observación de vida silvestre

### Proyectos
Hay varios proyectos y sitios webs dedicados a observación de vida silvestre. Uno de los proyectos más comunes son los dedicados a la observación de aves (por ejemplo, e-bird). En los últimos años, numerosos sitios webs dedicados a informar sobre vida silvestre en amplios rangos taxonómicos han empezado a estar disponibles. Plataformas como iNaturalist o Observation.org, por ejemplo. 
En los Estados Unidos, el Sistema de Observación Roadkill de California proporciona un mecanismo a los ciudadanos-científicos del Estado para informar de especímenes silvestres muertos por atropello de vehículos. El Maine Audubon Wildlife Road Watch permite informar de observaciones de animales muertos y vivos a lo largo de las carreteras. Una adición más reciente a las herramientas de observación de vida silvestre son los sitios web que facilitan la carga y el manejo de imágenes de cámaras remotas de observación de vida silvestre. Por ejemplo, la Institución Smithsonian apoya los programas eMammal y Smithsonian Wild, que proporcionan un mecanismo para el despliegue voluntario de cámaras de observación de vida silvestre en todo el mundo. Del mismo modo, la Red de Observadores de Vida Silvestre alberga más de una docena de proyectos de cámaras para la observación de vida silvestre en todo el mundo, proporcionando herramientas y una base de datos para administrar fotografías y redes de cámaras. 

### Programas de seguimiento
Los programas de seguimiento de vida silvestre cada vez más utilizan formas nuevas y más fáciles de implementar para hacer el seguimiento de especies animales, tanto para científicos ciudadanos como para científicos de investigación. Uno de esos dispositivos de seguimiento es la grabadora automatizada. Los registradores automáticos son una forma confiable de realizar seguimiento de especies de aves, murciélagos y anfibios, ya que brindan la capacidad de guardar e identificar de forma independiente una llamada específica de un animal. La grabadora automatizada analiza los sonidos de las especies para identificar las especies y cuántas hay.  Se ha demostrado que el uso de los grabadores automatizados produce una mayor cantidad e incluso más datos de calidad en comparación con el registro tradicional de datos de conteo de puntos. Además de proporcionar una mejor calidad, también proporcionan un registro permanente del censo, que puede revisarse continuamente para detectar posibles sesgos. Este dispositivo de seguimiento puede mejorar la observación de vida silvestre y potencialmente salvar más animales. El uso de este dispositivo permite un seguimiento continuo de las poblaciones, un censo continuo de los individuos dentro de una especie y estimaciones más rápidas del tamaño de la población.

## Observación y observación en vivo

### Observación de aves
Una de las formas más populares de observación de vida silvestre, la observación de aves, generalmente se realiza como actividad recreativa. Los interesados en la observación de aves generalmente se trasladan a un bosque u otra área boscosa con un par de binoculares para facilitar la observación. La observación de aves se ha vuelto aún más importante debido a la deforestación que ha venido ocurriendo en el mundo. Podría decirse que las aves son el factor más importante en el equilibrio de los sistemas ambientales: «Polinizan plantas, dispersan semillas, eliminan cadáveres y reciclan nutrientes de vuelta a la tierra». Una disminución en el número total de aves causaría la destrucción de gran parte del sistema ambiental. Las plantas y los árboles de todo el mundo morirían a un ritmo alarmante que, a su vez, desencadenaría una reacción en cadena que provocaría la muerte de muchos otros animales debido al cambio ambiental y la destrucción del hábitat. 

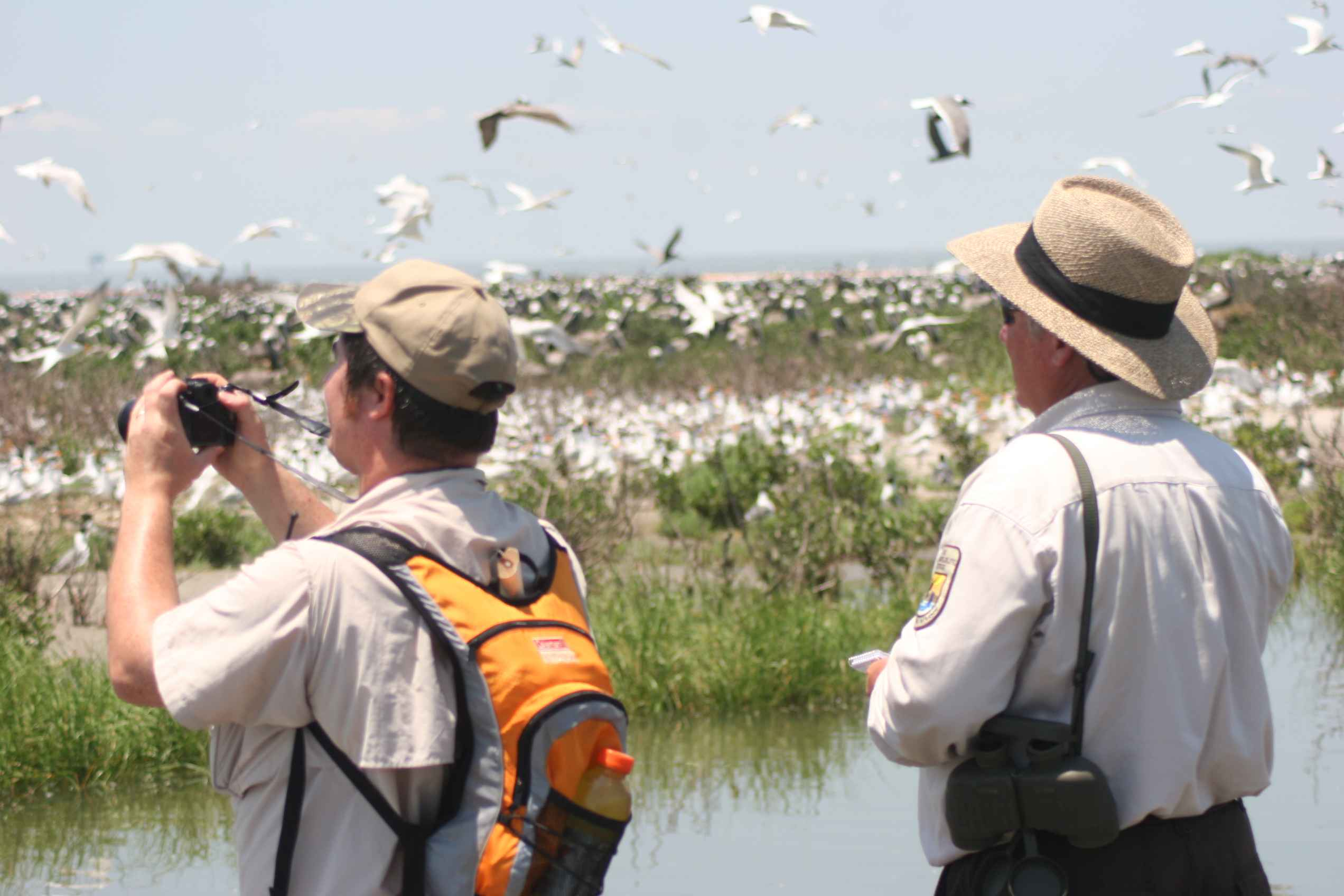
Observadores de aves en una playa.

Una de las formas en que la observación de aves tiene un efecto en el medioambiente en su conjunto es que, a través de la observación constante de aves, un observador podría identificar si está viendo menos especies de aves. Si esto sucede, generalmente hay razones para que ocurra, ya sea debido a un aumento de la contaminación en el área o posiblemente a un aumento en la población de depredadores. Si un observador tuviera en cuenta un cambio en lo que normalmente ve, podría notificar a las autoridades de la ciudad o del parque natural y permitirles investigar sobre las causas. A través de esta acción, los observadores de aves están preservando el futuro para la vida animal y humana. 
Además, al llevar a los niños a observar aves, están permitiendo que la generación futura comprenda la importancia de la observación de animales. Si los niños aprenden a temprana edad cómo funciona el sistema ambiental y que toda la vida está entrelazada, el mundo estará en mejores manos. Estos niños serán los pioneros en los movimientos de conservación e intentarán proteger el hábitat de todos los animales. 

### Transmisiones en vivo
Las transmisiones en vivo de animales con las que cuentan varios zoológicos y acuarios de los Estados Unidos también se han vuelto extremadamente populares. El Acuario de Tennessee tiene una cámara web que permite a los espectadores en línea echar un vistazo a lo que sucede en su Arrecife Secreto, que consiste en una exhibición de peces de arrecife, tiburones y una tortuga marina verde rescatada.
Quizás las cámaras de animales más populares de los Estados Unidos sean las del zoológico más grande del país: el Zoológico de San Diego. El zoológico de San Diego cuenta con ocho cámaras en vivo en su sitio web: un panda, un elefante, un mono, un pingüino, un oso polar, un tigre, un cóndor y un koala. El propósito de las transmisiones en vivo es ayudar a educar al público sobre los comportamientos de varios animales diferentes y entretener a aquellos que tal vez no puedan viajar a un zoológico.
Otros zoológicos notables que tienen cámaras webs son el Parque Zoológico Nacional Smithsoniano, el Zoológico de Woodland Park, el  Zoológico de Houston y el Zoológico de Atlanta. 
Además, el Museo Nacional de Historia Natural de los Estados Unidos ha abierto un pabellón de observación de mariposas y plantas. Los visitantes entran a una gran carpa y experimentan una situación única en la que cientos de mariposas raras de todo el mundo están a centímetros de sus caras.

### Recopilación datos
Como en muchos otros temas, una de las mejores y más efectivas formas de practicar la observación de animales vivos es a través de la recopilación de datos. Este proceso puede realizarse a través de una transmisión en vivo o físicamente en la naturaleza, pero es más útil si los datos se recopilan sobre animales que se encuentran actualmente en la naturaleza. Las formas en que se pueden recopilar los datos son infinitas y realmente solo depende del propósito que tenga un individuo en cuanto a qué datos serían los más útiles. 
Por ejemplo, si alguien está interesado en cómo los ciervos interactúan con otros animales en un lugar determinado, sería beneficioso para ello tomar notas y registrar todos los animales que son nativos del área donde se encuentran los ciervos. A partir de ahí, se puede describir cualquier escenario en el que el ciervo haya tenido una interacción positiva o negativa con las otras especies de animales. En este caso, no sería realmente útil para el observador recopilar datos relacionados con tipos de alimentos que comen los ciervos porque el estudio solo se centra en la interacción entre los animales. 
Otro ejemplo de cómo sería útil recopilar datos sobre la vida silvestre es realizar un seguimiento del número total de ciertas especies que existen dentro de un bosque. Naturalmente, sería imposible obtener un número definitivo, pero si se puede hacer una aproximación precisa, podría ser beneficioso determinar si ha habido un aumento o disminución aleatorio en la población. Si hay un aumento, podría deberse a un cambio en los hábitos de migración de las especies, y si hay una disminución, podría deberse a un factor externo como la contaminación o la introducción de un nuevo depredador.

## Observación de vida silvestre fallecida

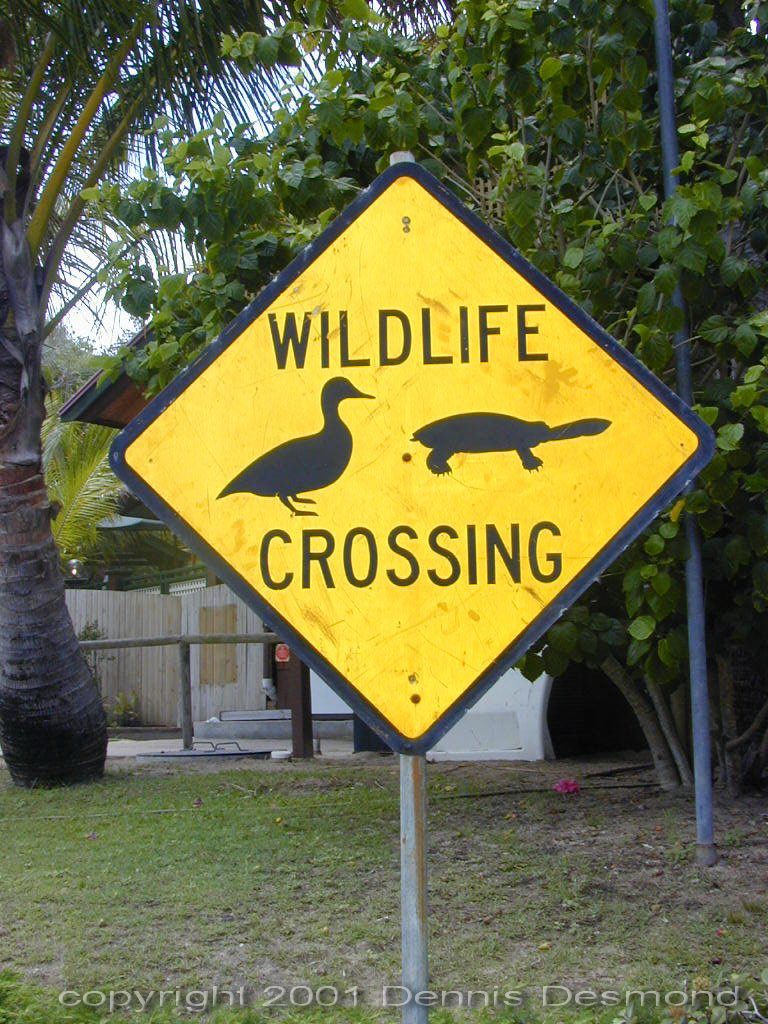
Ejemplo de una señal de cruce de vida silvestre,

### Sistemas en línea y aplicaciones móviles
Muchos estados de los Estados Unidos ya han comenzado a establecer sitios web y sistemas para el público interesado en la observación de vida silvestre. El propósito principal detrás del movimiento es para que puedan notificar a otras personas sobre la vida silvestre destruida en la carretera. Si suficientes personas completan los formularios ubicados en los sitios webs, el gobierno será notificado de que ha habido casos de pérdida de vidas de animales y tomará las medidas necesarias para evitarlo. Por lo general, la iniciativa que se toma es la colocación de una señal de cruce de vida silvestre que, a su vez, permite al público saber dónde hay cruces de animales comunes. Los estados de Maine y California son los estados que han sido pioneros de este movimiento y este proceso se ha vuelto particularmente importante en carreteras muy transitadas, ya que a nadie le gusta poner en peligro a los animales ni a ellos mismos.
Actualmente, hay una aplicación (disponible en dispositivos iPhone y Android) creada específicamente con el propósito de identificar y notificar la muerte de fauna silvestre en las carreteras llamada Mobile Mapper. La aplicación es socio del sitio web HerpMapper. El propósito del sitio web es utilizar las observaciones registradas por el usuario para fines de investigación y conservación.
En promedio, el costo de reparar un automóvil que ha sido dañado por el impacto con un ciervo u otro animal de tamaño mediano a grande puede llegar a ser elevado. Aunque no hay forma de evitar por completo los accidentes que involucran animales, colocar más señales sobre posibles zonas de cruce de animales provocaría que los conductores circulen con más cuidado y, por lo tanto, tengan menos accidentes. Económicamente, esto significa que más familias ahorrarán dinero y podría usarse de una manera diferente para ayudar a contribuir a la sociedad en su conjunto.   

## Efectos económicos de la observación animal

### Costos de observación
Normalmente, los costos de la observación de animales son mínimos. La observación de animales se puede hacer a pequeña o a gran escala; solo depende de qué objetivo tenga el observador. Por ejemplo, la observación de animales se puede realizar en el patio trasero de una casa o en un parque local sin cargo económico alguno. Todo lo que tendría que hacerse es tomar un bloc de notas, teléfono inteligente u otro dispositivo para anotar los datos y las observaciones. A mayor escala, la observación de animales puede realizarse en una reserva de vida silvestre, donde los costos asociados serían los relativos a mantener a los animales felices dentro de la reserva. 
Si bien es imposible determinar exactamente cuánto gastan los zoológicos de todo el mundo en la transmisión en vivo, se estima que está en el rango de mil dólares por cada cámara instalada.

### Costos que la observación previene
Volviendo al ejemplo de la sección Observación de vida silvestre fallecida, se hace evidente cómo la observación de animales puede ahorrar dinero a las familias y al gobierno. Con el costo promedio de reparar un automóvil con daños causados por el impacto con un animal de gran tamaño, las familias y el gobierno podrían ahorrar dinero al informar al público que deben proceder con precaución en áreas donde los animales han sido golpeados.

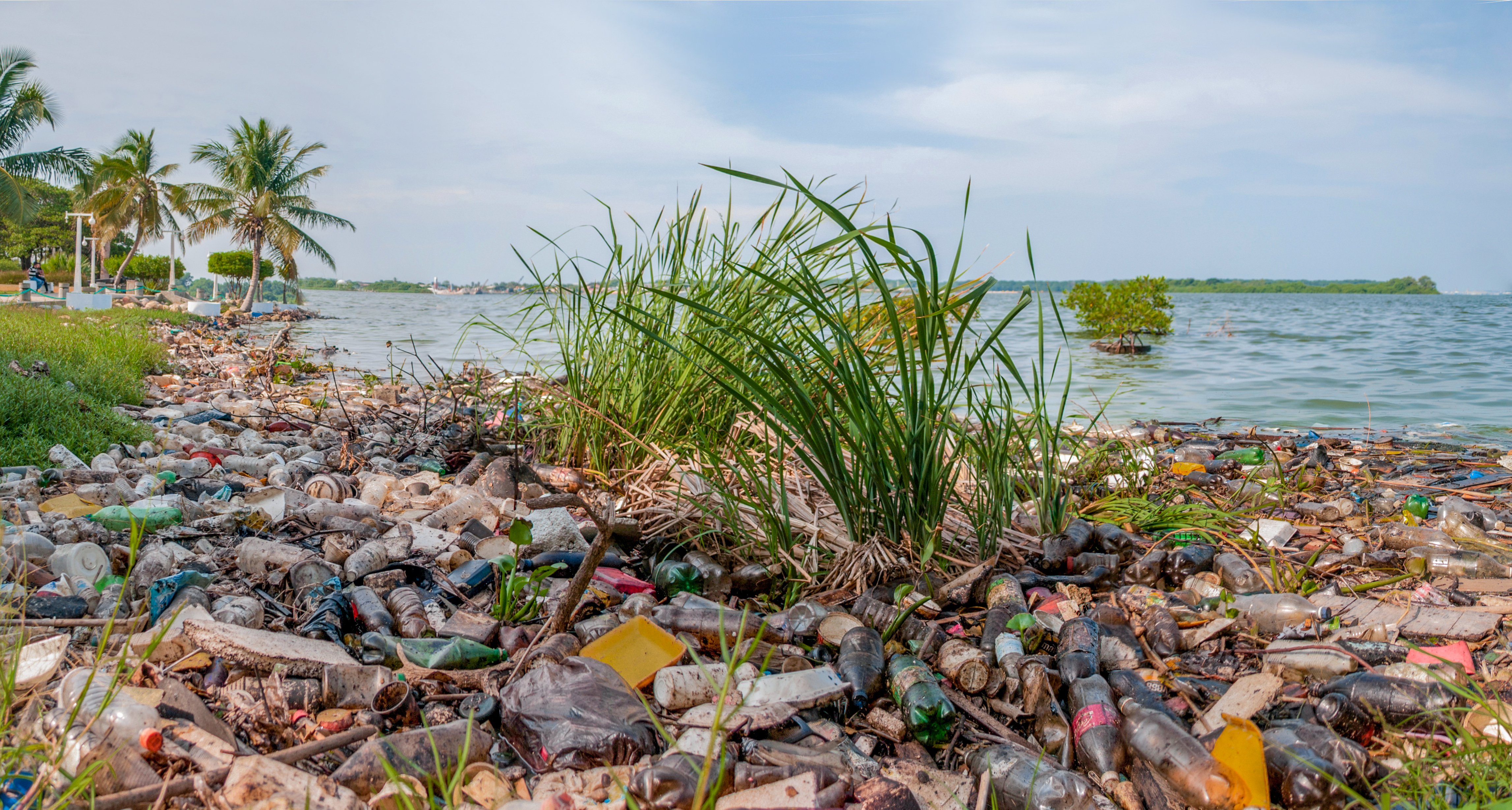
Contaminación del agua en el lago de Maracaibo.

Además, aproximadamente 44 millones de los 4.3 mil millones de dólares gastados en los Estados Unidos en la purificación del agua se gastan cada año en proteger las especies acuáticas de la contaminación por nutrientes. Es alentador que el gobierno esté dispuesto a gastar este dinero para ayudar a salvar las vidas de los animales. A veces los efectos de la contaminación tienen consecuencias antes de que puedan eliminarse las causas por completo. Un millón de aves marinas y cien mil mamíferos acuáticos y peces mueren como resultado de la contaminación del agua cada año y esto tiene efectos económicos, tanto directa como indirectamente.
Directamente, la pérdida de mamíferos acuáticos y peces tiene un impacto directo en las ventas de alimentos. La Agencia de Protección Ambiental de los Estados Unidos estimó recientemente que los efectos de la contaminación le cuestan a la industria pesquera decenas de millones de dólares en ventas. Indirectamente, la pérdida de aves hace que los humanos gasten más dinero en el control de plagas provocadas por alteraciones en la cadena trófica. Los pequeños roedores e insectos de los que se aprovechan algunas aves ya no son depredados si las aves mueren. Esto tiene como consecuencia el aumento del número de plagas y que más personas llamen a exterminadores, lo que inicia una reacción en cadena: los exterminadores deben usar insecticidas para matar a los animales, insecticidas que pueden dejar escorrentía dañina para el suelo y los sistemas de agua locales.